# Schwab Foundation for Social Entrepreneurship
Die Schwab Foundation for Social Entrepreneurship ist eine 1998 vom Ehepaar Klaus und Hilde Schwab gegründete Nichtregierungsorganisation mit dem Ziel, Sozialunternehmertum zu fördern.
Mit dem Preis „Social Entrepreneur of the Year“ zeichnet die Stiftung Personen und Organisationen aus, die (in deren Sicht) mit innovativen Ideen, Produkten oder Angeboten soziale Ziele verfolgen und dabei unternehmerisch vorgehen. Die Ausgezeichneten werden fortan im Netzwerk gefördert. Die Stiftung führt auch Trainingsseminare für Sozialunternehmer durch.

## Stiftungsrat
- Hilde Schwab (Vorsitzende, Mitbegründerin)
- Klaus Schwab (Mitbegründer)
- Rick Aubry (Vorstandsvorsitzender und Gründer, New Foundry Ventures, USA)
- Paulo Coelho (brasilianischer Autor)
- David Gergen (Direktor, Center for Public Leadership, John F. Kennedy School of Government, Harvard University, USA)
- Martin C. Halusa (Vorstandsvorsitzender, Apax Partners, Großbritannien)
- Quincy Jones, Vorsitzender, The Quincy Jones Listen Up Foundation, USA
- Prinzessin Mathilde von Belgien (Ehrenmitglied)
- Zanele Mbeki (ehemalige First Lady von Südafrika)
- Muhammad Yunus (Gründer der Grameen Bank, Bangladesch)

(Stand August 2014)

## Wettbewerb
Die Schwab Stiftung förderte bis 2011 Sozialunternehmer alljährlich mit der Auszeichnung "Social Entrepreneur des Jahres" und zeichnet damit "soziales Handeln und unternehmerisches Denken" in mehr als 30 Ländern aus. In Deutschland waren die Unternehmensberatung The Boston Consulting Group (BCG) und die FINANCIAL TIMES DEUTSCHLAND (FTD) Partner des Wettbewerbs.
Die Auszeichnung ging bisher u. a. an:
- 2010: iq consult – Norbert Kunz
- 2009: foodwatch – Thilo Bode
- 2008: Ethno-Medizinisches Zentrum – Ramazan Salman
- 2007: wellcome – Rose Volz-Schmidt
- 2006: Kinderzentrum Kunterbunt – Björn Czinczoll
- 2005: Off-Road-Kids – Markus Seidel